# Jason-Shane Scott
Pour les articles homonymes, voir Jason, Shane et Scott.
Jason-Shane Scott est un acteur américain, né le 29 décembre 1976 à Reno, en Nevada.

## Filmographie

### Cinéma

#### Longs métrages
- 1996 : Caught de Robert M. Young (non crédité)
- 1998 : Billy's Hollywood Screen Kiss de Tommy O'Haver : Brad
- 1998 : Shriek (Shrieker) de David DeCoteau
- 1998 : Le Retour des Puppet Master (Curse Of The Puppet Master) de David DeCoteau (vidéo)
- 2002 : Wolves of Wall Street de David DeCoteau : Meeks
- 2003 : La Tentation d'Aaron (Latter Days de C. Jay Cox : le sous-locataire de Christian
- 2004 : Starship Troopers 2 (Starship Troopers 2: Hero of the Federation) de Phil Tippett : le soldat Duff Horton (vidéo)
- 2005 : The Dying Gaul de Craig Lucas : le masseur de Robert (non crédité)
- 2005 : Dirty Deeds de David Kendall : le petit-ami (non crédité)
- 2009 : Deadland de Damon O'Steen : Krannen
- 2009 : Stem Cell de David DeCoteau : Pierce
- 2009 : Le Puits et le Pendule (The Pit and the Pendulum) de David DeCoteau : Julian
- 2009 : Nightfall de David DeCoteau : le professeur
- 2011 : Le Chapeau de Marie Tang : l'homme
- 2011 : Amy Alyson Fans de Jonathan L. Bowen : Kevin
- 2012 : Snow White: A Deadly Summer de David DeCoteau : Mark
- 2012 : Return of the Killer Shrews de Steve Latshaw : Sam
- 2014 : Red Sky de Mario Van Peebles : Vegas
- 2014 : Devilish Charm de David DeCoteau : Paul
- 2014 : Such Good People de Stewart Wade : Johnny
- 2016 : Sniper: Special Ops (Sniper Special Ops) de Fred Olen Ray : Tyler
- 2017 : The Sandman de Peter Sullivan : Colton
- 2020 : Rencontre fatale (Fatal Affair) de Peter Sullivan : Travis

Prochainement
- A Mother's Terror de Jeff Hare : Grant Bradshaw

#### Court métrage
- 2017 : Delivering Christmas de David DeCoteau : Tom (télévision)

### Télévision

#### Téléfilms
- 2012 : Le Lycée de la honte (Walking the Halls) de Doug Campbell : Max
- 2012 : Emerald Acres) de Barrett J. Leigh et Thom Maurer : Kurt
- 2013 : La Magie de Noël (All I Want for Christmas) de Fred Olen Ray : Drew
- 2015 : Le Pays de Noël (Christmas Land) de Sam Irvin : Mitchell
- 2016 : Mon dangereux locataire (The Wrong Roommate) de David DeCoteau : Alan
- 2016 : Échange Mortel (Accidental Switch) de Fred Olen Ray : Richard Williams
- 2016 : Un mari en cadeau de Noël (A Husband for Christmas) de David DeCoteau : l'agent Nathan Hedge
- 2017 : Le Faux Étudiant (The Wrong Student) de David DeCoteau : Dominic
- 2017 : Je suis innocente ! (Framed by My Fiancé) de Fred Olen Ray : Daniel Hackett
- 2017 : Une amitié dangereuse pour ma fille (Deadly Exchange) de Tom Shell : Scott
- 2018 : Que meure la mariée ! (Murder at the Mansion) de Sam Irvin : Karl
- 2018 : Liaison interdite avec mon étudiant (The Wrong Teacher) de David DeCoteau : Scott, le petit-ami de Charlotte
- 2019 : L'assassin qui a séduit ma fille (The Wrong Boy Next Door) de David DeCoteau : Franklin
- 2019 : La jalousie dans la peau (The Wrong Mommy) de David DeCoteau : Alex
- 2019 : Un cours très particulier (The Wrong Tutor) de David DeCoteau : le coach Lerner
- 2020 : Prête à tout pour qu'il m'appartienne (The Wrong Housesitter) de David DeCoteau : Dan
- 2021 : Brisée par mon ex (The Wrong Fiancé) de David DeCoteau : Richard
- 2021 : Nos vies volées (A Mother's Terror) de Jeff Hare : Grant Bradshaw

#### Séries télévisées
- 1998-2007 : On ne vit qu'une fois (One Life to Live) : Will Rappaport (66 épisodes)
- 2002 : For the People (en) : Duncan Lorry (saison 1, épisode 5 : Pawns)
- 2004 : Charmed : le mec du rêve (saison 6, épisode 12 : Prince Charmed ; non crédité)
- 2004 : Les Feux de l'amour (The Young and the Restless) : Chad Gibson (épisode 17 965)
- 2004 : Scrubs : Mike (saison 4, épisode 5 : Her Story)
- 2006 : Les Experts (CSI: Crime Scene Investigation) : Ahren (saison 6, épisode 12 : Daddy's Little Girl)
- 2006 : Pepper Dennis : Rick Harper (saison 1, épisode 4 : Heiress Bridenapped)
- 2006 : Desperate Housewives : Tad, le serveur (saison 3, épisode 2 : It Takes Two)
- 2013 : Anger Management : l'homme du couple (saison 2, épisode 22 : Charlie and Kate Start a Sex Study)
- 2014 : Mixology : le petit-ami de Maya, en 2018 (saison 1, épisode 6 : Tom & Maya Part II)
- 2014 : Grey's Anatomy : Dr Roberts (saison 10, épisode 23 : Everything I Try to Do, Nothing Seems to Turn Out Right)
- 2014-2017 : The Bay : Brad (13 épisodes)
- 2015 : Queens of Drama : lui-même
- 2017 : Famous in Love : Brody (2 épisodes)